# Escola Técnica Federal
As escolas técnicas federais (ETF) são autarquias federais que atuam prioritariamente nas áreas da indústria e de serviço, oferecendo habilitações de nível técnico, além de diversos cursos de nível básico.
Com a criação da Rede Federal de Educação Profissional e Tecnológica, pela  Lei 11.892/2008, todas as ETF's foram suprimidas e passaram a compor algum IFET.